# Rotbav
Rotbav este o arie naturală de protecție specială avifaunistică situată în județul Brașov, pe teritoriul administrativ al comunei Feldioara.

## Localizare
Aria protejată  se află în extremitatea central-estică a județului Brașov (în zona Țării Bârsei), în partea nord-estică a satului Rotbav, la limita teritorială cu județul Covasna, în lunca Oltului, lângă drumul național DN13 Brașov - Sighișoara.

## Descriere
Rezervația naturală întinsă pe o suprafață de 42 hectare, a fost declarată arie protejată prin Hotărârea de Guvern Nr.2151 din 30 noiembrie 2004 (privind instituirea regimului de arie protejată pentru noi zone).
Aria protejată Rotbav reprezintă o zonă cu vegetație de stuf și papură, unde cuibăresc o mare diversitate de păsări migratoare, de pasaj sau sedentare.

## Avifaună
Dintre păsările semnalate în arealul rezervației, pot fi amintite specii de: pițigoi de stuf (Panurus biarmicus), lăcar mare (Acrocephalus arundinaceus), pescăruș râzător (Larus ridibundus), cresteț cenușiu (Porzana parva), cresteț pestriț (Porzana porzana), corcodel mare (Podiceps cristatus), corcodel mic (Tachybaptus ruficollis), buhai de baltă (Botaurus stellaris).